# أندريا كيلي
أندريا كيلي (بالإنجليزية: Andrea Kelly) هي ممثلة أمريكية، ولدت في 29 يناير 1974 في شيكاغو في الولايات المتحدة.

## وصلات خارجية
- أندريا كيلي على موقع IMDb (الإنجليزية)
- أندريا كيلي على موقع قاعدة بيانات الفيلم (الإنجليزية)
- أندريا كيلي على موقع كينوبويسك (الروسية)